# Anima Anandkumar
Anima Anandkumar (geboren in Mysore; vollständiger Name Animashree Anandkumar) ist eine indische Informatikerin, die seit 2017 als Bren Professor of Computing am California Institute of Technology lehrt und seit 2018 für Nvidia als Director of Machine Learning tätig ist.
Anandkumar machte 2004 einen Bachelorabschluss als Elektroingenieurin am Indian Institute of Technology Madras und wurde 2009 an der Cornell University promoviert. Anschließend war sie bis 2010 Postdoc am Massachusetts Institute of Technology und wurde im gleichen Jahr Professorin an der University of California, Irvine. Darüber hinaus war sie von 2012 bis 2014 bei Microsoft Research sowie von 2016 bis 2018 als Principal Scientist bei Amazon Web Services tätig.